# Hokkaido Air System

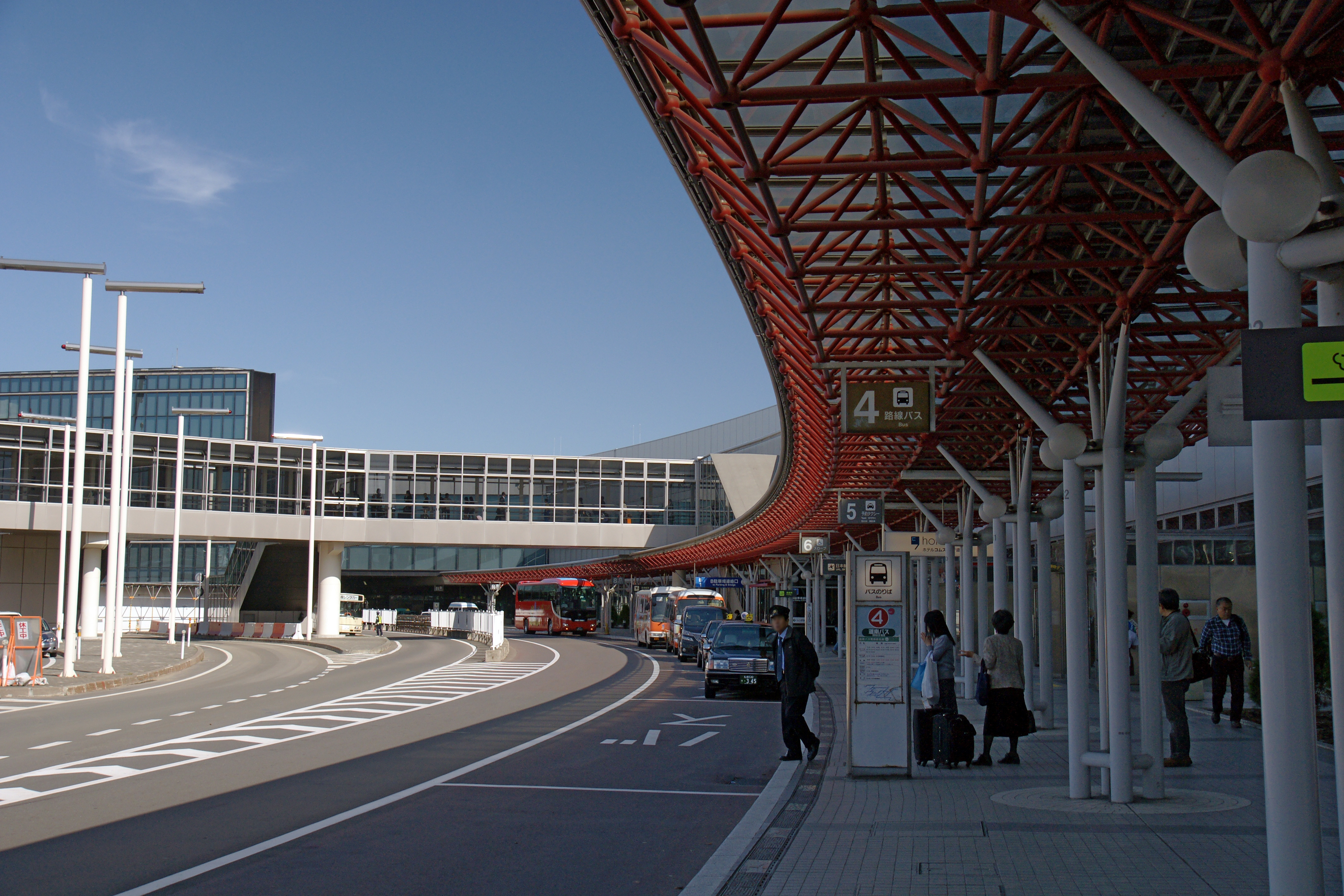
El edificio terminal del Nuevo Aeropuerto de Chitose, ubicación de la sede de HAC.

Hokkaido Air System Co., Ltd. (株式会社北海道エアシステム Kabushiki-gaisha Hokkaidō Ea Shisutemu?), o HAC, es una aerolínea con sede en el edificio terminal del Nuevo Aeropuerto de Chitose en Chitose, Hokkaidō, Japón. Opera vuelos regulares domésticos en Hokkaidō. Su principal base de operaciones es el Aeropuerto de Okadama en Sapporo.

## Historia
La aerolínea fue fundada en 1997 y comenzó a operar en 1998. Fue una filial de Japan Air System hasta su consolidación, cuando entró en Japan Airlines. Hokkaido Air System es propiedad de Japan Airlines Domestic (51%) y el gobierno de la región de Hokkaidō (49%).
Air Hokkaido cesó sus operaciones el 31 de marzo de 2006 y su única ruta, Hakodate-Okushiri, fue asumida al día siguiente por Hokkaido Air System

## Destinos

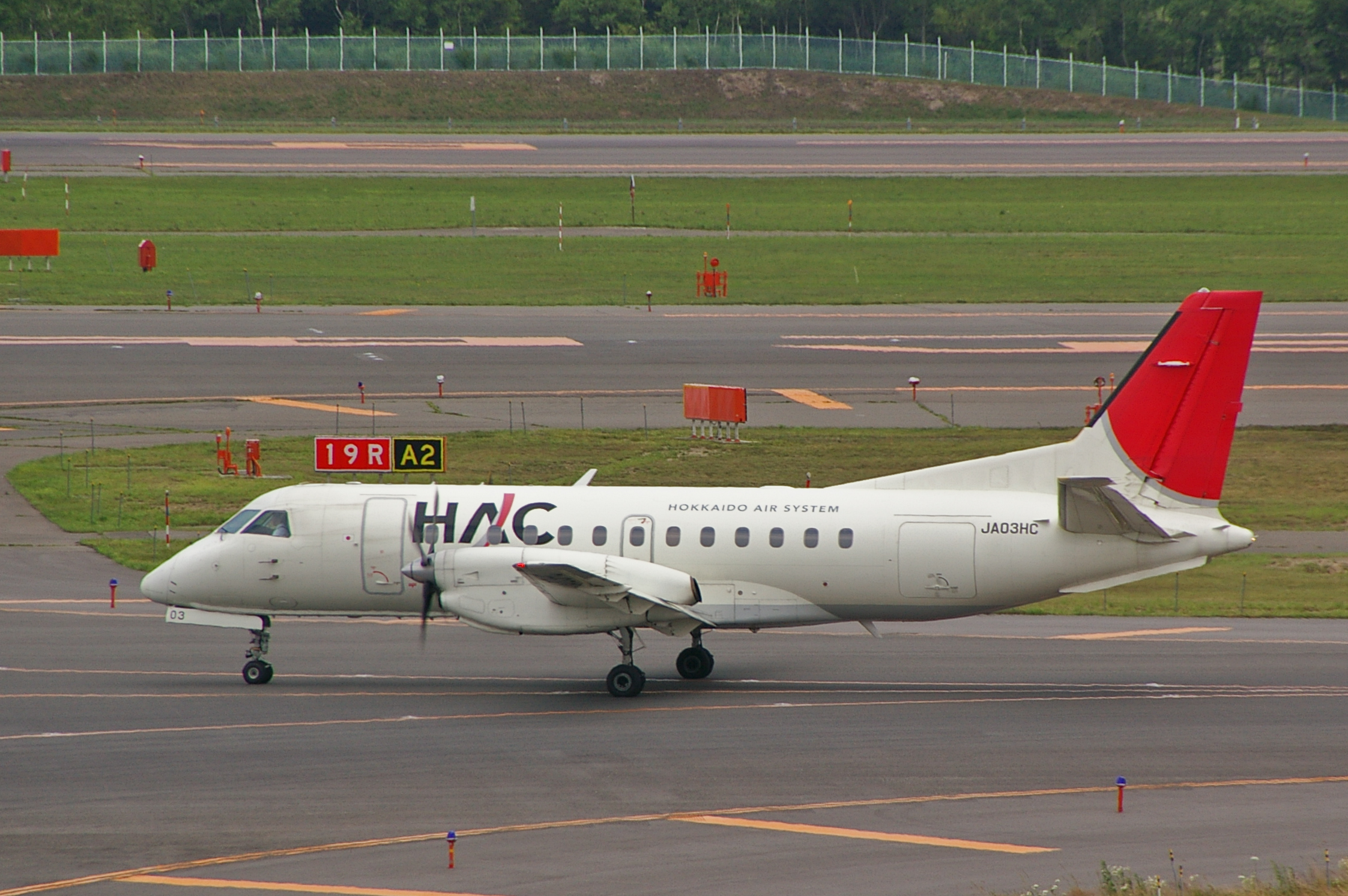
Saab 340B-WT de Hokkaido Air System en el Aeropuerto de New Chitose.

Hokkaido Air System opera vuelos a los siguientes destinos:
- Sapporo
  - Aeropuerto de New Chitose
  - Aeropuerto de Okadama
- Asahikawa - Aeropuerto de Asahikawa
- Hakodate - Aeropuerto de Hakodate
- Kushiro - Aeropuerto de Kushiro
- Okushiri - Aeropuerto de Okushiri

## Flota

### Flota Actual
A agosto de 2022, la flota de Hokkaido Air System incluye:
| ATR 42-600 | 3 | — |  |  |  |  |
| Total      | 3 | — |  |  |  |  |

La flota de la Aerolínea posee a agosto de 2022 una edad promedio de: 1.8 años